# Карашилик (Уалихановский район)
Карашилик (каз. Қарашілік) — село в Уалихановском районе Северо-Казахстанской области Казахстана. Входит в состав Акбулакского сельского округа. Код КАТО — 596449200.

## Население
В 1999 году население села составляло 391 человек (203 мужчины и 188 женщин). По данным переписи 2009 года в селе проживало 207 человек (103 мужчины и 104 женщины).